# Studio Ghibli
Studio Ghibli (japanski 株式会社スタジオジブリ |Kabushiki-gaisha Sutajio Jiburi}} je japanski anime filmski studio sa sjedištem u Koganeiju, četvrti Tokija. Studio je stekao slavu po anime filmovima 1990-ih i 2000-ih, a osnovan je u lipnju 1985. nakon uspjeha anime filma Nausikaja iz vjetrovite doline, uz kapital Tokuma Shotena. Osnovali su ga Hayao Miyazaki, Isao Takahata, Toshio Suzuki i Yasuyoshi Tokuma. Logo studija je mačkoliko biće Totoro, iz Miyazakijeva anime filma Moj susjed Totoro. Sam naziv, "Ghibli", znači "topli vjetar koji puše kroz Saharu". Taj su naziv koristili talijanski avioni izviđači tijekom Drugog svjetskog rata. Miyazaki, koji voli avione i Italiju, je nazvao studio po njima.
Studio Ghibli je do 2013. proizveo dvadeset i dva dugometražna filma, počevši od Nausikaja iz vjetrovite doline  iz 1984. godine. Uslijedili su Dvorac na nebu (1986.),  Groblje krijesnica (1988.), Moj susjed Totoro (1988.), Dostavna služba dobre vještice Kiki (1989.), Only Yesterday (1991.), Porco Rosso (1992.), Pom Poko (1994.), Šaptaj srca (1995.), Princess Mononoke (1997.), Moji susjedi, Yamade (1999.), Avanture male Chihiro (2001.), Povratak mačke (2002), Howlov pokretni dvorac (2004.), Tales from Earthsea (2006.), Ponyo (2008.), Arrietty (2010.), From Up on Poppy Hill (2011.), The Wind Rises (2013.), The Tale of The Princess Kaguya  (2013) i  When Marnie Was There (2014). Mnoštvo filmova postiglo je kritički i komercijalni uspjeh, uz iznimku Tales from Earthsea, koji nije bio osobito hvaljen. U tijeku je i izrada filma How Do You Live?.  Studio je proizveo i nekoliko kratkometražnih filmova i TV reklama, kao i Oceanske valove, TV anime film. Osam filmova studija se 2013. nalazilo na popisu 15 najkomercijalnijih anime filmova Japana, a najviše je zaradio Avanture male Chihiro, preko 264 milijuna $ diljem svijeta.
Mnogi anime filmovi Ghiblija su osvojili i nagrade u slavnom časopisu Animage, koji sastavlja popise najboljih animea svake godine. Godine 2002., Avanture male Chihiro je osvojio nagrade Zlatnog medvjeda, Oscara za najbolji animirani film.

## Vanjske poveznice
|  | Zajednički poslužitelj ima još gradiva o temi Studio Ghibli |

- Ghibli online
- Fan page